# 鹿角市議会
鹿角市議会（かづのしぎかい）は、秋田県鹿角市に設置されている地方議会である。

## 概要

### 任期
4年

### 定数
18人

### 所在地
秋田県鹿角市花輪字荒田4番地1
鹿角市役所本庁舎

### 委員会
- 議会運営委員会
- 議会改革検討委員会
- 議会広報委員会
- 議会史編さん委員会

#### 常任委員会
- 総務財政常任委員会
- 教育民生常任委員会
- 産業建設常任委員会

#### 特別委員会
- 決算特別委員会

##### 過去にあった特別委員会
- 鹿角市交通体系等整備促進特別委員会
- 冷害対策特別委員会
- 交通網整備促進特別委員会
- 総合運動公園特別委員会
- 地域活性化対策特別委員会
- 仮称生涯学習センター建設に係る特別委員会
- 雇用創出に係る特別委員会
- 財団法人鹿角市スポーツ振興事業団の会計処理問題調査特別委員会（百条委員会）
- 地域おこし特別委員会
- 議会基本条例制定特別委員会

### 定例会
- 3月
- 6月
- 9月
- 12月

### 事務局
- 議会事務局

## 会派
| 会派名       | 議員数 | 所属党派                    | 議員名（◎は代表者）                                                         | 女性議員数 | 女性議員の比率(%) |
| ------------ | ------ | --------------------------- | --------------------------------------------------------------------------- | ---------- | ----------------- |
| 鹿真会・公明 | 8      | 自由民主党6 公明党1 無所属1 | ◎中山一男 兎澤祐一（公） 舘花一仁 栗山尚記 田村富男 児玉悦朗 佐藤大介（無） | 0          | 0                 |
| 新時代かづの | 4      | 自由民主党1 無所属3         | ◎湯瀬弘充（自） 奈良明日香 綱木裕一 赤坂勲                                  | 1          | 25                |
| 誠心会       | 3      | 自由民主党                  | ◎宮野和秀 浅石昌敏 成田哲男                                                 | 0          | 0                 |
| （無会派）   | 4      | 幸福実現党1 無所属3         | 丸岡孝文 保田直美（幸） 安保真希 松村託磨                                   | 1          | 25                |
| 計           | 17     |                             |                                                                             | 0          | 0                 |

## 議員報酬と諸手当
| 役職   | 報酬            | 政務活動費  |
| ------ | --------------- | ----------- |
| 議長   | 月額 40万1000円 | 月額 5000円 |
| 副議長 | 月額 36万2000円 | 月額 5000円 |
| 議員   | 月額 34万2000円 | 月額 5000円 |

## 定数の推移
「鹿角市議会議員定数条例」によって定数が決められている。
- 1973年（昭和48年）3月25日選挙 - 36人
- 1977年（昭和52年）3月27日選挙 - 36人→30人
- 1989年（平成元年）3月19日選挙 - 30人→26人
- 2001年（平成13年）3月18日選挙 - 26人→24人
- 2005年（平成17年）3月13日選挙 - 24人→21人
- 2009年（平成21年）3月15日選挙 - 21人→20人
- 2017年（平成29年）3月12日選挙 - 20人→18人

## 決議・騒動

### 2023年関厚市長辞職勧告決議
2023年、関厚市長が道の駅かづのを運営する第三セクターかづの観光物産公社の社長を議会への説明なしに解任したなどとして、関市長に対する辞職勧告決議案を賛成12、反対4の賛成多数で可決した。鹿角市議会では初めての辞職勧告決議となった。辞職勧告を受けた関厚は続投を表明している。

## 議会出身者
- 佐藤洋輔（5代目鹿角市長）
- 児玉政明（秋田県議会議員・現職）